# 悬山顶
悬山顶，即悬山式屋顶，宋朝时称“不厦两头造”，清朝称“悬山”、“挑山”，又名“出山”，是中国古代建筑的一种屋顶样式，也傳到日本、朝鮮半島和越南。日語稱切妻造。在古代，懸山頂等级上低于庑殿顶和歇山顶，仅高于硬山顶，只用于民间建筑，是東亞一般建筑中最常见的一种形式。
悬山有一条正脊，四条垂脊。其特征是：各条桁或檩不像硬山那样封在两端的山墙面中。而是直接伸到山墙以外，以支托悬挑于外的屋面部分。也就是说悬山建筑不仅有前后檐，而且两端还有与前后檐尺寸相同的檐。于是其两山部分便处于悬空状态，因此得名。
悬山顶是两面坡屋顶的早期样式，但在唐朝以前并未用于重要建筑。和硬山顶相比，悬山顶有利于防雨，而硬山顶有利于防风火，因此南方民居多用悬山，北方则多硬山。
日本有些懸山頂建築的入口設於山牆，日語又把山牆稱為「妻」（つま），因此這種建築樣式稱為「妻入り」（つまいり）

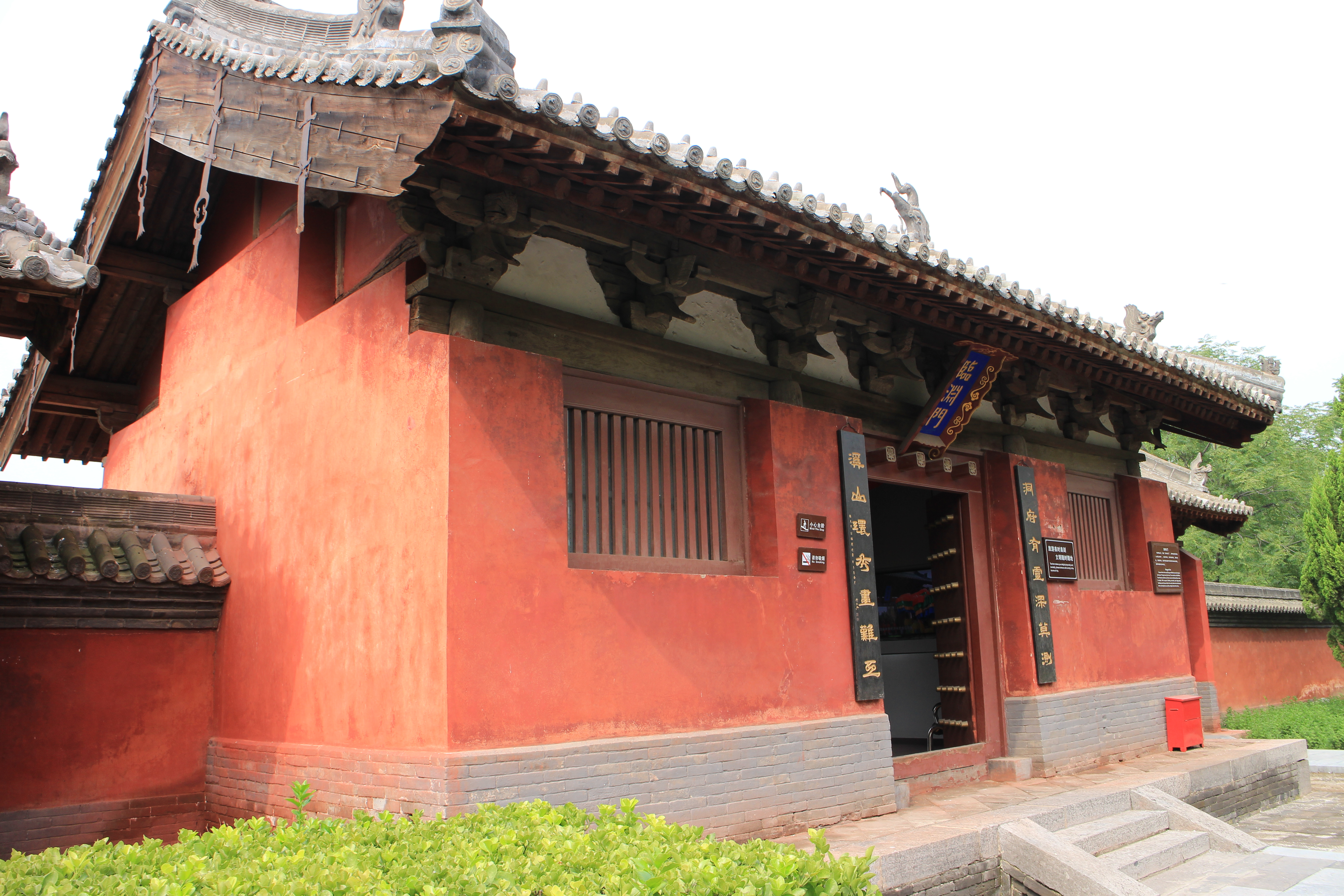
济渎庙临渊门懸山頂及其搏風板